# Уэст-Палм-Бич
Уэст-Палм-Бич (англ. West Рalm Beach) — город на восточном побережье юга полуострова Флорида, штат Флорида, США. Имеются предприятия по производству электронной аппаратуры, реактивных двигателей, стройматериалов, пищевые предприятия. Также является морским портом и зимним курортом.